# I Honestly Love You
«I Honestly Love You» es una canción de la cantante britanicoaustraliana Olivia Newton-John. Fue publicada en agosto de 1974 como el segundo sencillo de su álbum recopilatorio If You Love Me, Let Me Know. La canción se convirtió en un éxito pop mundial, su primer sencillo número uno en los Estados Unidos y Canadá. El sencillo se lanzó por primera vez en Australia como «I Love You, I Honestly Love You», según su estribillo. La canción fue escrita por Jeff Barry y Peter Allen. Este último la grabó casi al mismo tiempo para su álbum Continental American.

## Antecedentes
Peter Allen tenía la intención de grabar él mismo «I Honestly Love You». Jeff Barry, el compositor responsable de los éxitos número uno de artistas como the Dixie Cups, Manfred Mann y the Archies, iba a producir el primer álbum de Allen para A&M, pero no escuchó ningún éxito en las canciones que Allen ya había escrito. “Tuve la idea de una canción que pensé que sería genial para que la cantara un hombre”, explicó Barry. “Escribimos la canción e hicimos una demostración y alguien en la oficina editorial iba a ver a Olivia [Newton-John] con nuevo material... y a ella le encantó... ella fue quien amaba esa canción y quería para grabarla. Decidimos dejar que ella lo grabara en lugar de Peter y nadie más pensó que iba a ser un sencillo. El sello no quería publicarlo [pero] la radio lo solicitó”.

## Grabación
«I Honestly Love You» se grabó en los estudios CSS, en Londres, Inglaterra. “Era un estudio muy pequeño”, dijo Newton-John. “John y el ingeniero estaban sentados encima de mi cabeza y no podían moverse mientras estábamos grabando, porque se podía escuchar el chirrido de las tablas del piso a través de los micrófonos”. Aunque Newton-John cantó la canción tres veces, fue la primera toma que formó parte del álbum.

## Composición y arreglos
La canción fue compuesta en un compás de 4
4 con un tempo de 63 pulsaciones por minuto y está compuesta en la tonalidad de si bemol mayor. Las voces van desde B♭3 a C5. «I Honestly Love You» ha sido descrita como una canción de soft rock, pop, y country pop.

## Recepción de la crítica
Un escritor no especificado de Record World le otorgó el certificado de “Hit of the Week”, y comentó: “La balada de gran cambio de ritmo para la muchacha campesina cuenta con derechos de autor de Peter Allen/Jeff Barry manejados con una producción delicada y exuberante. Sus cualidades puramente emotivas le aseguran otro súper triunfo entre los 10 primeros”. Un escritor no especificado de la revista Cash Box declaró: “Vocalmente, la dama es magnífica, de manera suave, casi juvenil, pero muy sensual, y perfecta para el sencillo arreglo”.

## Rendimiento comercial

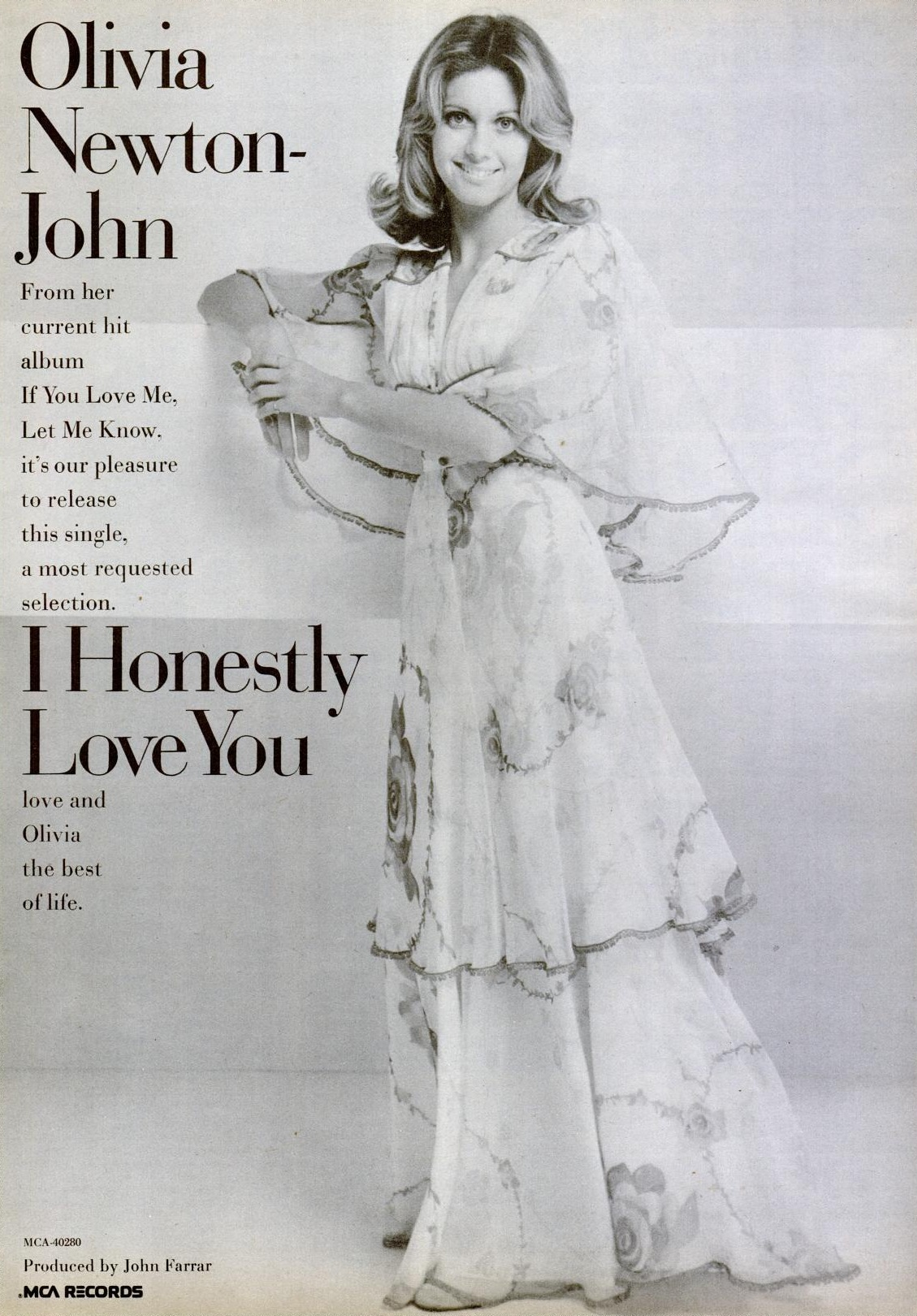
Anuncio comercial del sencillo en Billboard.

En los Estados Unidos, «I Honestly Love You» debutó en el puesto número 63 de la lista Hot 100 durante la semana que terminó el 17 de agosto de 1974, donde se desempeñó como el debut más alto de la edición. Después de escalar de manera constante la lista durante ocho semanas consecutivas, encabezó la lista el 5 de octubre de 1974, donde desplazó la canción de Andy Kim, «Rock Me Gently», del puesto más alto. «I Honestly Love You» salió de la lista Hot 100 el 23 de noviembre en la posición número 100; en total, pasó quince semanas consecutivas entre los rankings de la lista. El sencillo ocupó el puesto número 97 en la lista de fin de año de Billboard de 1974 – una clasificación basada en solo 11 de sus 15 semanas en el Hot 100. En la lista Adult Contemporary, donde entonces se la conocía como la lista Easy Listening, alcanzó el puesto número uno el 12 de enero de 1974 y mantuvo esa posición durante tres semanas.

## Certificaciones y ventas
| País                                                     | Certificación | Ventas  |
| -------------------------------------------------------- | ------------- | ------- |
| Estados Unidos (RIAA)                                    | Oro           | 500 000 |
| *cifras de ventas basadas únicamente en la certificación |               |         |